# سوزان هاگت
سوزان هاگت (به انگلیسی: Susan Huggett) با نام حرفه‌ای «سو (Sue) هاگت»، زادهٔ ۲۹ ژوئن سال ۱۹۵۴ میلادی در بولاوایو و بازیکن اسبق هاکی روی چمن اهل کشور زیمبابوه است. او عضو تیم ملی و صاحب مدال طلای بازی‌های المپیک تابستانی ۱۹۸۰ در مسکو بود. در این رقابت‌ها به‌دلیل تحریم ایالات متحدهٔ آمریکا و سایر کشورها، فقط تیم میزبان که از «اتحاد جماهیر شوروی» بود، برای شرکت در مسابقات «هاکی روی چمن زنان» حضور داشت. بنابراین یک دعوت‌نامهٔ دیرهنگام برای حضور تیم‌های آفریقایی ارسال شد که به‌موجب آن به فاصلهٔ کمتر از یک هفته مانده به شروع رقابت، یک تیم برای حضور، تشکیل شد. بدین‌گونه در کمال شگفتی دیگران، «زیمبابوه» برنده شد و تنها مدال طلای خود را در «بازی‌های المپیک ۱۹۸۰ میلادی» به‌دست آورد.